# مه مغزی
مه مغزی، هوشیاری ابری یا ابری شدن هوشیاری (انگلیسی: Clouding of consciousness) که همچنین به عنوان مه ذهنی یا مه‌آلودگی مغز نیز شناخته می‌شود، زمانی اتفاق می‌افتد که فرد کمی کمتر از حد معمول بیدار یا هوشیار باشد. در این حالت فرد از زمان یا محیط اطراف خود کاملاً آگاه نیست و به دشواری توجه می‌کند. مردم این احساس ذهنی را به عنوان «مه‌آلود بودن» ذهنشان توصیف می‌کنند.

## آسیب‌شناسی روانی
مدل مفهومی ابری شدن هوشیاری بخشی از مغز است که «سطح کلی» بخش هوشیاری مغز را تنظیم می‌کند که مسئول آگاهی از خود و محیط است. عوامل مختلفی این بخش تنظیم‌کننده مغز را مختل می‌کنند که به نوبه خود باعث اختلال در «سطح کلی» هوشیاری می‌شوند. این سیستم نوعی فعال‌سازی عمومی آگاهی به عنوان «برانگیختگی» یا «بیداری» نامیده می‌شود.
با این حال این وضعیت لزوماً با خواب‌آلودگی همراه نیست. بیماران ممکن است بیدار باشند (نه خواب‌آلود) اما هنوز هوشیاری ابری (اختلال بیداری) داشته باشند. به‌طور متناقض، افراد مبتلا می‌گویند که آن‌ها «بیدار هستند، اما به بیانی دیگر، نه». لیپوفسکی خاطرنشان می‌کند که کاهش «بیداری» همان‌طور که در اینجا استفاده می‌شود دقیقاً مترادف با خواب‌آلودگی نیست. یکی مرحله‌ای است در راه کما، دیگری در راه خواب که بسیار متفاوت است.

## در بیماری‌ها
مفهوم نوظهور سرعت شناختی کند نیز در بیان علائم «مه مغزی» دخیل است.
بیمارانی که از کووید-۱۹ بهبود می‌یابند، گزارش می‌دهند که «مه مغزی» را تجربه کرده‌اند، که می‌تواند طیف گسترده‌ای از علائم عصبی و روانی مرتبط با کووید-۱۹ را منعکس کند.
بسیاری از افراد مبتلا به فیبرومیالژیا مشکلات شناختی (معروف به "مه فیبری" یا "مه مغزی") را تجربه می‌کنند که ممکن است شامل اختلال در تمرکز باشد، در این افراد حافظه کوتاه و بلند مدت، تثبیت حافظه کوتاه مدت، حافظه کاری، اختلال در سرعت عملکرد، ناتوانی در انجام چند کار، اضافه بار شناختی، و دامنه توجه کاهش یافته‌است. حدود ۷۵ درصد از بیماران فیبرومیالژیا مشکلات قابل توجهی را در تمرکز، حافظه و انجام چند کار گزارش می‌کنند. یک متاآنالیز در سال ۲۰۱۸ نشان داد که بیشترین تفاوت میان بیماران فیبرومیالژیا و افراد سالم مربوط به کنترل مهاری، حافظه و سرعت پردازش است. فرض بر این است که افزایش درد سیستم‌های توجه را به خطر می‌اندازد و منجر به مشکلات شناختی می‌شود.
در سندرم خستگی مزمن که همچنین به عنوان آنسفالومیلیت میالژیک شناخته می‌شود، معیارهای توصیه شده CDC برای تشخیص شامل این است که یکی از علائم زیر باید وجود داشته باشد:
- مشکلات تفکر و حافظه (اختلال عملکرد شناختی، که گاهی اوقات به عنوان «مه مغزی» توصیف می‌شود)
- در حالت ایستاده یا نشسته؛ سبکی سر، سرگیجه، ضعف، غش یا تغییرات بینایی ممکن است رخ دهد (عدم تحمل ارتواستاتیک)

سندرم عصبی بیماری لایم که آنسفالوپاتی لایم نیز نامیده می‌شود، با مشکلات حافظه ظریف و مشکلات شناختی همراه است. لایم می‌تواند باعث ایجاد آنسفالومیلیت مزمن شود که شبیه به مولتیپل اسکلروزیس (ام‌اس) است. این وضع ممکن است پیشرونده باشد و می‌تواند شامل اختلالات شناختی، مه مغزی، میگرن، مشکلات تعادلی و مسائل گسترده دیگر باشد.